# Langwaden (Grevenbroich)
Langwaden ist ein kleines Dorf und östlicher Stadtteil von Grevenbroich im nordrhein-westfälischen Rhein-Kreis Neuss. 

## Lage
Langwaden wird im Osten vom Gillbach begrenzt, der in Süd-Nord-Richtung am Ort vorbeifließt. Im Norden wird der Ort von Wald umgeben. Nordöstlich schließt sich die Ortschaft Stadt Hülchrath mit dem gleichnamigen Schloss an.

## Geschichte
Bereits im 12. Jahrhundert gründeten Prämonstratenserinnen während der Zeit der Rodungen zwischen Erft und Gilbach das Kloster Langwaden. Es war dem Orden 1132 von Christian I. von Wevelinghoven als Hofgut gestiftet worden. Politisch gehörte Langwaden seit dem Mittelalter zum Amt Hülchrath im Kurfürstentum Köln. 1794 besetzten französische Truppen den Ort und Langwaden kam an die Mairie Wevelinghoven im Kanton Elsen im Arrondissement de Cologne im Département de la Roer. 1815 kam Langwaden an das Königreich Preußen. Ein Jahr später wurde Langwaden ein Teil der Gemeinde Wevelinghoven des Kreises Grevenbroich im Regierungsbezirk Düsseldorf. Im Zuge der Eingemeindung von Wevelinghoven zu Grevenbroich am 1. Januar 1975 kam es zur Umbenennung einer der Hauptstraßen Langwadens: Aus dem Schlossweg wurde die Sankt-Bernhard-Straße, benannt nach Bernhard von Clairvaux, dem wohl bedeutendsten Mitglied des Zisterzienserordens.

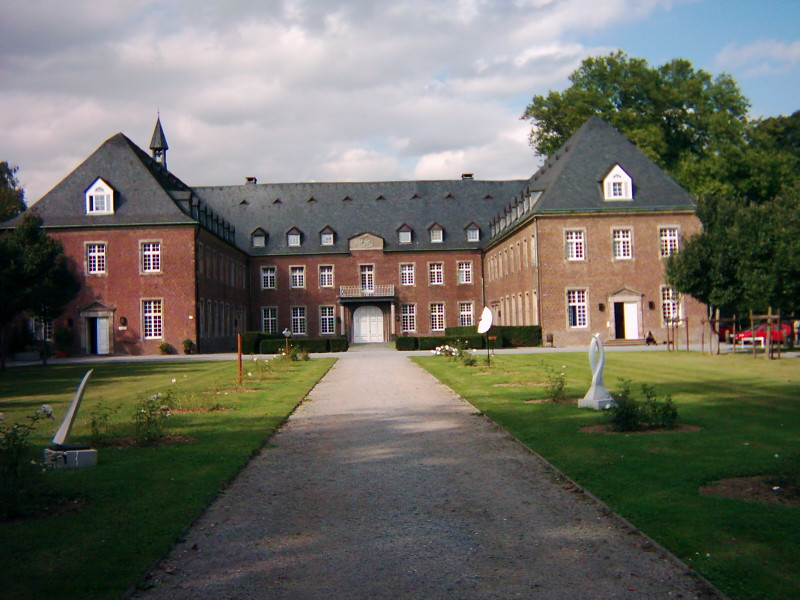
Kloster Langwaden

## Bevölkerungsentwicklung
| Jahr        | 2012 | 2013 | 2014 | 2015 | 2016 | 2017 | 2018 | 2021 | 2022 |
| ----------- | ---- | ---- | ---- | ---- | ---- | ---- | ---- | ---- | ---- |
| Bevölkerung | 850  | 831  | 847  | 857  | 859  | 861  | 848  | 818  | 820  |

## Kultur und Freizeit
- Als sehenswert gelten das Kloster Langwaden und eine Grabenanlage (Kulturdenkmal). Das Kloster war 1132 als Prämonstratenserkloster gegründet worden.

Nach der Enteignung im Zuge der Säkularisation kam es 1803 in den Besitz von Marschall Maison, einem Freund Kaiser Napoleons. Er baute es zu einem Schloss aus. Seit 1910 war es im Besitz der Freiherrn von Benningsen und seit 1913 der Grafen von Nesselrode. Nach Abschluss eines Erbbaurechtsvertrages Anfang der 1960er Jahre dient das Schloss wieder als Kloster für den Zisterzienserorden.
- Im hinteren Teil des Ortes, am Ende der Dorfstraße, befindet sich noch ein Bunker aus dem Zweiten Weltkrieg.
- Einmal im Jahr findet in unmittelbarer Nähe des Klosters Langwaden das Langwacken-Festival statt. Es erstreckt sich über ein Wochenende und kommt ohne Bands aus. Es werden Zelte aufgeschlagen, gegrillt und Bier getrunken. Highlight des Events sind die festivalinterne Olympiade sowie das Grillen von drei Spanferkeln. Der Name setzt sich aus dem Namen der Ortschaft Langwaden sowie dem Metal-Festival Wacken zusammen.[4]

## Einrichtungen
Der Ort verfügte bis 2005 über einen Sportplatz.
Das Dorfcafé und die Bäckerei wurden im Jahr 2018 geschlossen. Im Ort befinden sich ein Kindergarten und eine Tankstelle.

## Verkehr
Die nächste Anschlussstellen sind Grevenbroich-Kapellen an der A 46 und Grevenbroich-Südstadt an der A 540.